# C/1402 D1
C/1402 D1 ist ein Komet, der im Jahr 1402 mit dem bloßen Auge gesehen werden konnte. Er wird aufgrund seiner außergewöhnlichen Helligkeit zu den „Großen Kometen“ gezählt.

## Entdeckung und Sichtbarkeit
Es gibt viele teilweise widersprüchliche Berichte über angeblich mehrere Kometen, die in den Jahren von 1400 bis 1403 erschienen sein sollen. Vermutlich gibt es bei allen diesen Berichten Fehler in der zeitlichen Zuordnung, so dass sie sich alle auf den großen Kometen von Anfang 1402 beziehen.
Der Komet erschien zu Beginn der Fastenzeit, er wurde möglicherweise zuerst am 8. Februar 1402 entdeckt (insofern müsste seine Bezeichnung korrekterweise C/1402 C1 lauten). Er war zunächst nur schwach und wurde daher im Verlaufe der nächsten zwei bis drei Wochen erst nach und nach auch von anderen Beobachtern in ganz Europa erstmals gesehen. 
Der italienische Gelehrte Giacomo da Scarperia, genannt Jakobus Angelus, berichtete in seinem Tractatus de Cometis, dass etwa zu Beginn des Februars in Schwaben für mehrere Tage ein Komet erschien. In Ulm wurde er zuerst am 15. März gesehen. Er erschien größer als die Venus als Morgenstern, aber nicht so hell. Seine Farbe war „metallisch“, wie die Farbe der Venus.
Viele Chroniken aus West- und Mitteleuropa, Russland, Korea, Japan und der muslimischen Welt berichteten über den Kometen. Er stand am Abend im Süden und ging im Westen unter. Seine Größe und Helligkeit nahmen jeden Tag zu, als er sich der Sonne näherte. Am 15. März soll der Schweif eine Länge von 45° gehabt haben, er hatte ein fächerartiges Aussehen mit mehreren Strahlen. Gegen Ende März war der Komet sogar acht Tage am Taghimmel neben der Sonne zu sehen, dies ist die längste berichtete Zeitdauer der Sichtbarkeit am Tage für einen Kometen. Da er der Erde nicht ungewöhnlich nahegekommen war, spricht dies für einen ungewöhnlich aktiven Kometen. Er konnte noch bis Mitte April beobachtet werden.
Der Komet erreichte am 12. März eine Helligkeit von −3 mag.

## Aberglaube
Wenig überraschend wurde der gewaltige Schweifstern mit allen möglichen Unglücken und Kriegshandlungen in Verbindung gebracht, eine Braunschweiger Chronik erwähnt kurz und bündig: In düssem jare stod ein Comete mit einem langen sterte, de brachte starven unde vele kriges. In England wurde der Komet als ein Vorzeichen der Schlacht von Shrewsbury gesehen, in Mitteleuropa brachte man ihn in Verbindung mit dem gescheiterten Feldzug König Ruprechts nach Italien, oder dem Tod des Mailänder Herrschers Gian Galeazzo Visconti. Auch Timurs Kriegszüge in Kleinasien wurden mit dem Kometen in Zusammenhang gebracht.

## Umlaufbahn
Für den Kometen konnte wegen der wenigen Beobachtungsangaben durch J. R. Hind im Jahr 1877 nur eine unsichere parabolische Umlaufbahn bestimmt werden, die um rund 55° gegen die Ekliptik geneigt ist. Seine Bahn steht damit schräg gestellt zu den Bahnebenen der Planeten. Im sonnennächsten Punkt der Bahn (Perihel), den der Komet um den 21. März 1402 durchlaufen hat, befand er sich mit etwa 57 Mio. km Sonnenabstand in ähnlicher Sonnennähe wie der Merkur. Bereits um den 19. Februar war er der Erde bis auf etwa 105 Mio. km (0,70 AE) nahegekommen. Um den 7. April näherte er sich noch der Venus bis auf etwa 78 Mio. km.
Aufgrund der unsicheren Ausgangsdaten kann keine Aussage darüber getroffen werden, ob und gegebenenfalls wann der Komet in das innere Sonnensystem zurückkehren könnte.